# Vihanti
Vihanti è stato un comune finlandese, avente 3022 abitanti al momento della soppressione della municipalità a fine 2012, situato nella regione dell'Ostrobotnia Settentrionale. Dal 1º gennaio 2013 si è fuso con la città di Raahe.

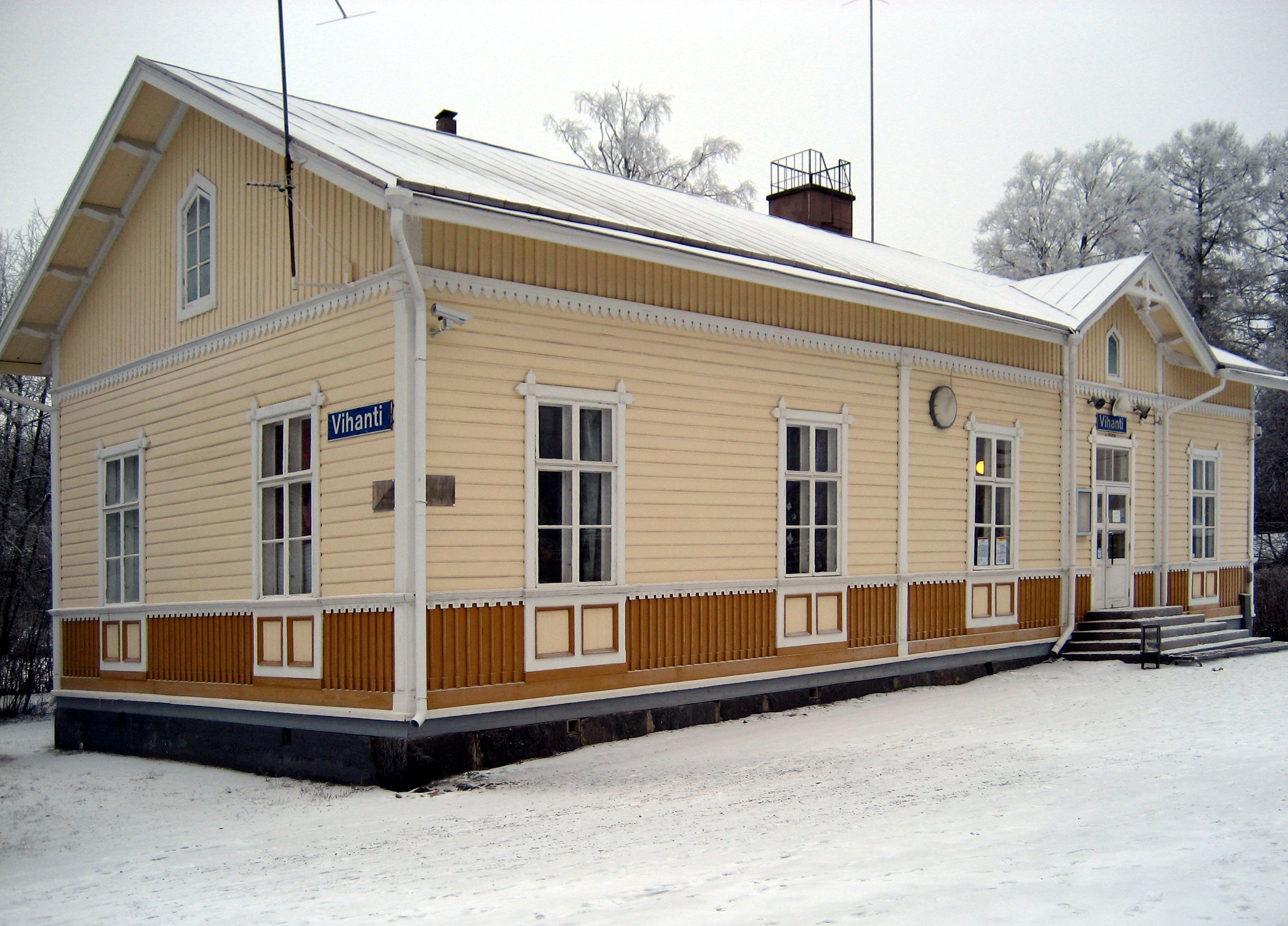
La stazione ferroviaria